# پیکره انگلیسی آمریکایی معاصر
پیکرهٔ انگلیسی آمریکایی معاصر (کوکا) COCA (به انگلیسی: Corpus of Contemporary American English) وبگاهی است با قابلیت جستجوی کلمه، که در نوع خود بزرگ‌ترین است، شامل یک میلیارد واژهٔ انگلیسی (انگلیسی آمریکایی معاصر). این مجموعه تنها پیکرهٔ در دسترس عمومی است. این مجموعه زیر نظر مارک دِیویس، استاد بازنشستهٔ زبان‌شناسی پیکره‌ای در دانشگاه بریگم یانگ (BYU) طراحی و ساخته شده است.
«کوکا» از بیش از یک میلیارد واژه، درمجموع شامل ۴۸۵٬۲۰۲ متن تشکیل شده است. بازهٔ زمانیِ متن‌های پیکره، دربرگیرندهٔ سال‌های ۱۹۹۰ تا ۲۰۱۹ است. از متن‌های هر سال ۲۴ تا ۲۵ میلیون واژه انتخاب شده است. متن‌های هر سال، پنج ژانر (مقولهٔ اصلیِ موضوعی) را دربرمی‌گیرد: زبان گفتاری، ادبیات داستانی، مجله‌های عمومی، روزنامه‌ها، و نشریات دانشگاهی/ آکادمیک.
آخرین نسخهٔ این پیکره در نوامبر ۲۰۲۱ عرضه شد. ماهانه ده‌ها هزار نفر از وبگاه «کوکا» بازدید می‌کنند. ظاهراً این وبگاه پربازدیدترین منبعِ برخط با این موضوع است.